# Nhà hát múa Kraków
Nhà hát múa Kraków (Krakowski Teatr Tańca) là một nhà hát múa đương đại phát triển vào năm 2008 từ Nhà hát Múa GRUPAboso (thành lập năm 1996) và hoạt động dưới sự chỉ đạo nghệ thuật của Eryk Makohon tại Trung tâm Văn hóa Nowa Huta ở Kraków, Ba Lan.
Năm 2008, Hiệp hội GRUPAboso Krakowski Teatr Tańca được thành lập, với mục đích hỗ trợ các hoạt động nghệ thuật và giáo dục của Nhà hát.
Năm 2010, Phòng thí nghiệm siêu hình METAphysical được thành lập như là cái nôi của các vũ công mới. Các sinh viên-vũ công của Phòng thí nghiệm đã trở thành vũ công khách mời của Nhà hát và họ có cơ hội để tạo ra vũ đạo của riêng mình với sự hỗ trợ chuyên nghiệp.
Một số giải thưởng mà đoàn múa của nhà hát đã giành được có thể kể đến như: Cuộc họp Nhà hát Tychy (2007, 2009), Cuộc thi Múa Đương đại Ba Lan tại Konin (2009), phiên bản Ba Lan của Liên hoan Múa Đơn & Đôi (2009 và 2010). Ngoài ra, đoàn múa đại diện cho Ba Lan tại Hội chợ Nghệ sĩ trẻ thứ 13 từ Châu Âu và Địa Trung Hải, diễn ra vào tháng 5 năm 2008 tại Bari (Ý).

## Biểu diễn

### Với tư cách nhà hát Múa GRUPAboso
- 1996 10 năm tưởng tượng
- 1997 Hormone
- 1998 Czajap
- 1999 Absurd Azimuth
- 1999 Tôi là một con người
- 1999 Con bê vàng
- 2000 Tango
- 2001 Panaceum
- 2001 Rowan, rowan
- 2002 Columbus
- 2002 Những lời thú tội bị kiểm soát
- 2002 0-700. . .
- 2003 Một bức chân dung thông thường
- 2003 Duet siêu hình
- 2004 Tôi là một con người
- 2005 Người đăng quang
- 2006 Người phụ nữ trong cồn cát
- 2006 Cicindela
- 2007 Sự tồn tại

### Với tư cách nhà hát Múa Kraków
- 2008 Bản ballad của sự im lặng
- 2009 Người vợ thứ bảy của thứ tám
- 2010 Bạn có cảm thấy thích cà phê không? (biên đạo bởi Agata Syrek)
- 2010 ... và tôi đưa bạn... cho đến khi (được biên đạo bởi Paweł yskawa, Agata Syrek)
- 2010 Hungers (được biên đạo bởi Paweł yskawa)
- 2010 Khói
- 2010 Anacoluthon
- 2010 Trại hè TAKARAZUKA
- 2012 Quadriga cho BA
- 2012 Tóc vàng . Một sự cố gắng.